# Henrik Almstrand

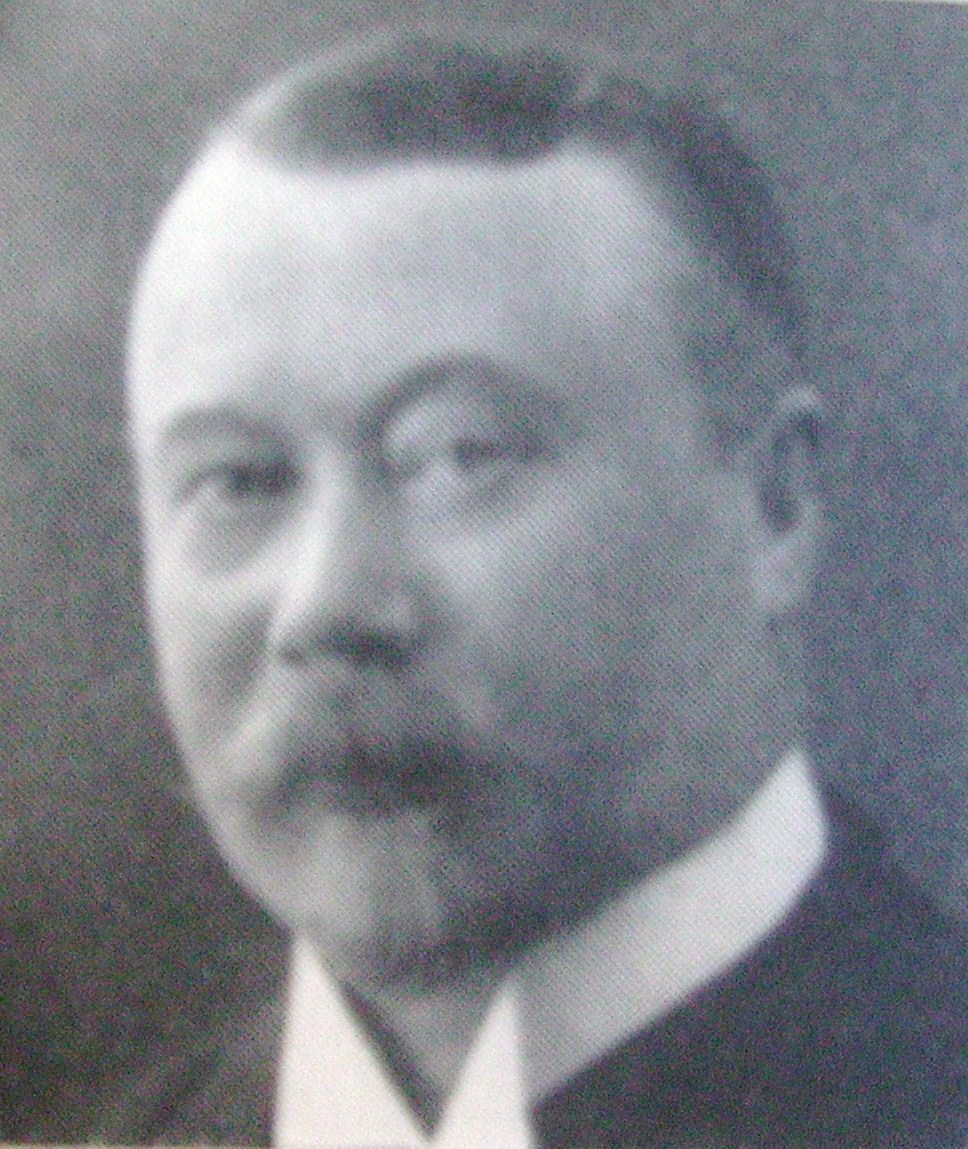
Henrik Almstrand

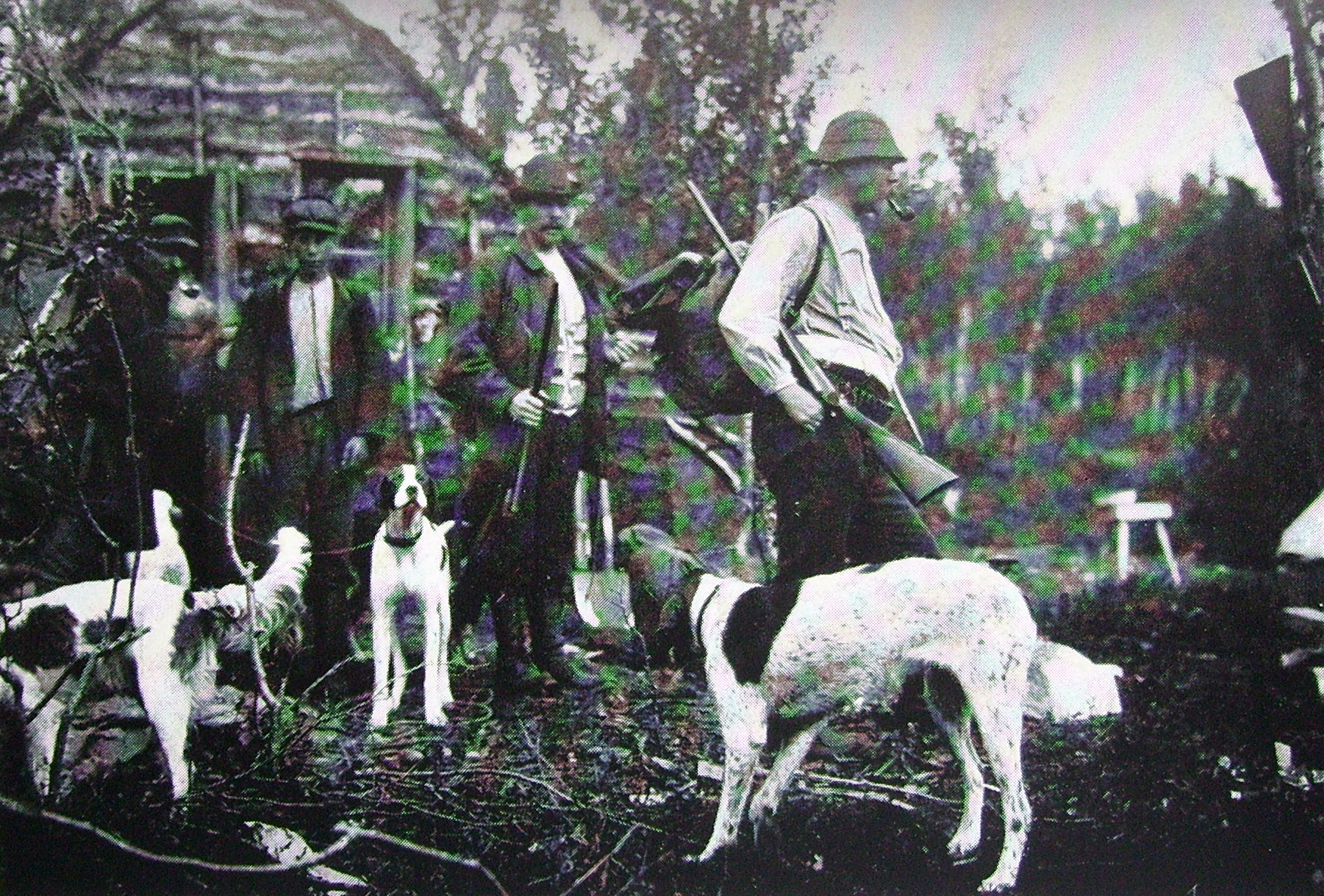
Bärare, Hugo Swärd och Henrik Almstrand (i vit tröja) vid en jaktstuga i norra Sverige.

Henrik Almstrand, född 1 mars 1869 i Almundsryds socken i Kronobergs län,  död 24 november 1925 i Stockholm, var en svensk jurist och kommunalpolitiker.
Almstrand var son till bonden Kristoffer Eskilsson och Johanna Nilsdotter. Han var sedan 1899 gift med Klara Heyman, dotter till grosshandlaren Sally Heyman och Clara Moritz.
Från födseln saknade Henrik Almstrand vänstra handen. En av faderns vänner, kommunalordförande i socknen, rådde honom då att studera. Han var elev vid Växjö allmänna högre läroverk 1885-1889, blev inskriven som student vid Uppsala universitet 1889 där han tog juris utriusque kandidatexamen. Där lärde han bland andra känna Leonard Jägerskiöld som förblev hans vän livet ut. Han var ivrig medlem i studentföreningen Verdandi och ansågs mycket vänstersinnad, dock utan att ta steget fullt ut för att bli socialdemokrat. 
Från 1898 var Henrik Almstrand praktiserande advokat i Göteborg; han ägde och bebodde även villa Sjöboda på Stenungsön. 
Almstrand kom i Göteborg att tillsammans med sin kamrat Jägerskiöld tillhöra det så kallade Lördagslaget, som samlades om lördagarna bland annat för att dryfta politiska frågor. Sällskapet räknade även bland andra Evald Lidén, Ernst Hagelin, Otto Sylwan, Ludvig Stavenow, Erik Björkman, Axel Romdahl, Otto Lagercrantz, Axel Nilsson, Erland Nordenskiöld, Gösta Göthlin, Albert Lilienberg och Peter Lamberg. 
Almstrand kom aldrig att riktigt följa partilinjen blint, utan ville exempelvis 1905 slå till mot Norge under unionskrisen. Han blev aldrig riksdagsledamot, utan valdes 1909 in i Göteborgs stadsfullmäktige. Från 1918 var han ordförande i drätselkammaren. Hans nationalistiska läggning kom väl till uttryck under en rättstvist mellan lokala fiskare och Wilsonlinjen. Fiskarna hade fått sina nät förstörda av en oceanångare. I ett anförande sade han karakteristiskt:
| ”                  | Här stå å ena sidan svenska män av den rena evangeliska trosbekännelsen och betyga att ångaren X gått över deras nät och fördärvat dem. Å andra sidan stå utländska män av obekant trosbekännelse och vittna motsatsen. Jag hemställer till rätten vid vilkas påståenden man bör fästa större avseende. | „ |
| – Jägerskiöld 1943 | |   |

Almstrand var även ordförande i AB Göteborgssystemet samt ledamot av processkommissionen från 1912, där han representerade advokaternas synpunkter. Därför kom han att vistas mycket i Stockholm, där han också avled i en hjärtattack. Den 30 november gravsattes han på Östra kyrkogården, Göteborg.